# Merkwiller-Pechelbronn
Merkwiller-Pechelbronn è un comune francese di 955 abitanti situato nel dipartimento del Basso Reno nella regione del Grand Est.

## Società

### Evoluzione demografica
Abitanti censiti